# Bitva u Grodna
Bitva u Grodna byla bitvou severní války mezi Ruskem a Švédskem.

## Pozadí
Severní válka, jež byla vedena v letech 1700–1721 mezi Ruskem a jeho spojenci na jedné straně a Švédskem na straně druhé, začala pro Rusko těžkou porážkou u Narvy, která vedla k tomu, že hlavní tíhu bojů proti Švédsku neslo Polsko. Boje v Polsku znamenaly další vojenská vítězství švédského krále Karla XII. a roku 1705 byl polský král August II. Silný svržen a nahrazen Stanislavem Leczyńskym, jenž byl pro Švédsko užitečným. Karel XII. se po porážce Polska rozhodl vytáhnout do Ruska.

## Obklíčení ruské armády u Grodna a její únik
13. ledna 1706 vytáhl Karel XII. z Polska do Ruska, přešel Němen a povedlo se mu obklíčit u Grodna hlavní ruské síly. Zdálo se, že hlavní ruská armáda bude u Grodna zničena dříve, než švédské tažení pořádně začne. Tehdy se carův přítel Alexandr Menšikov ukázal jako talentovaný vojevůdce a zachránil ruskou armádu, když ji rozdělil do malých skupin, které vyšly z obklíčení a v březnu přešly zamrzlý Němen, navíc bylo pronásledování ruské armády znemožněno oblevou.

## Následky
Poté, co Rusové unikli z Grodna, se dopustil Karel XII. velké chyby, když odtáhl do Saska, kde zůstal do srpna 1707 a dosahoval dalších vojenských úspěchů, ale za cenu toho, že Rusové dostali možnost se lépe připravit na obranu. V druhé polovině roku 1707 Karel XII. znovu vytáhl do Ruska a po menších vítězstvích utrpěl zdrcující porážku u Poltavy, která zvrátila průběh války v neprospěch Švédska.